# East Haddam
East Haddam är en kommun (town) i Middlesex County i delstaten Connecticut, USA. Vid folkräkningen år 2000 bodde 8 333 personer på orten. Den har enligt United States Census Bureau en area på totalt 146,6 km² varav 5,8 km² är vatten.